# Transatlantic Trade and Investment Partnership
Transatlantic Trade and Investment Partnership (TTIP) er en handels- og investeringsaftale som forhandles mellem Den europæiske union (EU) og USA. Målsætningen med forhandlingerne er en omfattende aftale om handel med varer og tjenester, samt investeringer. Aftalen skal begrænse diverse handelshindringer.
Forhandlingerne startede i juli 2013. Den fjerde forhandlingsrunde foregik i Washington, DC, i USA i marts 2014.
Igennem blandt andet at standardisere godkendelse af uddannelse, skal det med TTIP blive enklere at sælge tjenester i hverandres markeder.

## Eksterne links
- Informationsside fra EU om TTIP